# Бокевич, Лев Павлович
Лев Павлович Бокевич (пол. Leon Bokiewicz; 1820—1879) — польский врач; автор ряда изданных трудов по медицине.

## Биография
Лев Бокевич родился 3 января 1820 года в Хелме; окончив гимназический курс в городе Люблине, он поступил в виленскую медико-хирургическую академию, а затем в Московский университет, который окончил в 1843 году с отличием.
Получив звание лекаря, Л. П. Бокевич вернулся в Западный край и занимался врачебной практикой в Краснике на протяжении семи лет. Верный Клятве Гиппократа, нередко оказывал бесплатную помощь беднякам не способным оплатить его услуги.
В 1854 году он поступил врачом в имение графа Анджея Артура Замойского, где и проработал до самой кончины 6 декабря 1879 года и был похоронен на местном кладбище в местечке Jadów.
Лев Павлович Бокевич оставил после себя несколько научных трудов, среди которых: «Hygiena popularna, czyli nauka zachowania zdrowia dla ludu wiejskiego» изданный в Варшаве в 1861 году.